# Gedecentraliseerde treindienst
Een gedecentraliseerde treindienst is een treindienst die op een bepaald moment overging van een landelijke overheid als opdrachtgever naar een regionale overheid. In Nederland en meer nog in Frankrijk is een groot aantal regionale lijnen gedecentraliseerd, in België worden alle spoorlijnen nog geëxploiteerd in opdracht van de federale overheid (door de NMBS).

## Nederland
Artikel 20 van de Wet personenvervoer 2000 bepaalt dat het Rijk concessies voor het openbaar vervoer per trein verleent, behalve voor bij algemene maatregel van bestuur of ministerieel besluit aangewezen vervoersdiensten die de daarbij aangegeven stations verbinden; hiervoor worden concessies verleend door de betreffende OV-autoriteit (provinciale of regionale overheid). Voor al het openbaar vervoer per trein buiten het hoofdrailnet zijn inmiddels OV-autoriteiten aangewezen.
Deze spoorwegen zijn regionaal openbaar vervoer. Deze treindiensten worden openbaar aanbesteed. Op de gedecentraliseerde spoorlijnen rijden vaak andere vervoerders die naast het spoorvervoer ook het busvervoer in de regio verzorgen.
Zo is er bijvoorbeeld het Besluit aanwijzing vervoersdienst provincie Zuid-Holland regionaal openbaar vervoer per trein, dat de provincie Zuid-Holland concessieverlener maakt voor de lijnen Gouda - Alphen aan den Rijn - Leiden en Dordrecht - Geldermalsen, onverlet latend de rechten van NS om het traject Alphen aan den Rijn - Leiden (dat onderdeel is van het hoofdrailnet) ook te bedienen.

### Gedecentraliseerd personenvervoer per spoor
| Traject                                                              | Vervoerder                    | Opdrachtgever                                                                         |
| -------------------------------------------------------------------- | ----------------------------- | ------------------------------------------------------------------------------------- |
| Groningen - Nieuweschans - Leer (D)                                  | Arriva                        | Groningen                                                                             |
| Groningen - Delfzijl                                                 | Arriva                        | Groningen                                                                             |
| Groningen - Roodeschool                                              | Arriva                        | Groningen                                                                             |
| Leeuwarden - Groningen                                               | Arriva                        | Groningen/Friesland                                                                   |
| Leeuwarden - Harlingen (Haven)                                       | Arriva                        | Friesland                                                                             |
| Leeuwarden - Stavoren                                                | Arriva                        | Friesland                                                                             |
| Zwolle - Kampen                                                      | Keolis                        | Overijssel                                                                            |
| Zwolle - Emmen                                                       | Arriva                        | Drenthe en Overijssel                                                                 |
| Zwolle - Enschede                                                    | Keolis                        | Overijssel                                                                            |
| Almelo - Mariënberg                                                  | Arriva                        | Overijssel                                                                            |
| Enschede - Gronau (D) - Münster (D)                                  | DB Regio NRW                  | Enschede / Overijssel / Nahverkehr Westfalen-Lippe                                    |
| Enschede - Gronau (D) - Dortmund (D)                                 | DB Regio NRW                  | Enschede / Overijssel / Nahverkehr Westfalen-Lippe                                    |
| Heerlen - Herzogenrath - Aachen (D)                                  | Arriva                        | Limburg / Zweckverband Nahverkehr Rheinland                                           |
| Zutphen - Hengelo - Oldenzaal                                        | Arriva                        | Gelderland / Overijssel                                                               |
| Hengelo - Oldenzaal - Bad Bentheim - Osnabrück - Bielefeld           | Keolis Deutschland (Eurobahn) | Overijssel / Nahverkehr Westfalen-Lippe / Landesnahverkehrsgesellschaft Niedersachsen |
| Zutphen - Apeldoorn                                                  | Arriva                        | Gelderland                                                                            |
| Zutphen - Winterswijk                                                | Arriva                        | Gelderland                                                                            |
| Arnhem - Winterswijk                                                 | Arriva                        | Gelderland                                                                            |
| Arnhem - Doetinchem                                                  | Breng                         | Gelderland                                                                            |
| Arnhem - Zevenaar - Emmerich - Wesel - Duisburg Hbf - Düsseldorf Hbf | VIAS GmbH                     | Verkehrsverbund Rhein-Ruhr/Gelderland                                                 |
| Arnhem - Tiel                                                        | Arriva                        | Gelderland                                                                            |
| Amersfoort Centraal - Ede-Wageningen (Valleilijn)                    | Connexxion                    | Gelderland                                                                            |
| Gouda - Alphen aan den Rijn                                          | NS Reizigers                  | Zuid-Holland                                                                          |
| Dordrecht - Geldermalsen (MerwedeLingelijn)                          | Qbuzz                         | Zuid-Holland                                                                          |
| Nijmegen - Roermond (Maaslijn)                                       | Arriva                        | Limburg                                                                               |
| Sittard - Kerkrade Centrum                                           | Arriva                        | Limburg                                                                               |
| Maastricht Randwyck - Heerlen (Heuvellandlijn)                       | Arriva                        | Limburg                                                                               |
| Maastricht Randwyck - Roermond                                       | Arriva                        | Limburg                                                                               |

Syntus heeft van Gelderland een onderhandse gunning gekregen. De andere lijnen zijn openbaar aanbesteed.
De lijn Gouda - Alphen aan den Rijn zou deel gaan uitmaken van de RijnGouwelijn, waardoor ze net als de lijnen van RandstadRail een lokaalspoorweg zou worden en niet langer onder de Spoorwegwet zou vallen. Dit project is niet doorgegaan.
Mogelijk zal in de toekomst de railinfrastructuur die alleen voor gedecentraliseerd treinvervoer wordt gebruikt, ook gedecentraliseerd worden. Daarmee zal het monopolie van ProRail als landelijke railinfrabeheerder doorbroken worden.